# Stora Sojdeby

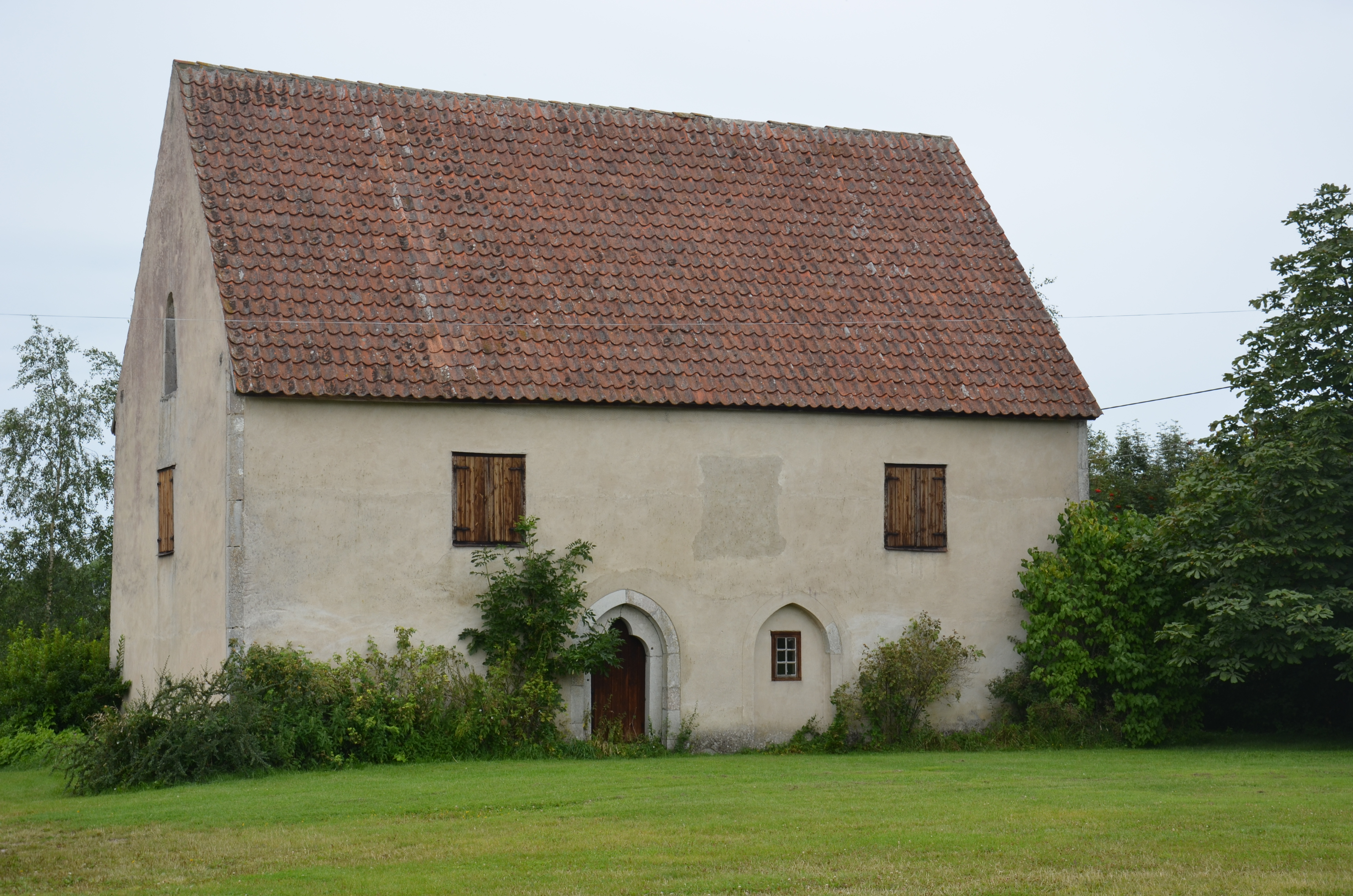
Stora Sojdeby i Fole

Stora Sojdeby är ett medeltida stenhus i Fole socken, Gotland.
Huset var ursprungligen ett förrådshus, liknande Lauks i Lokrume, men ombyggdes i slutet av 1600-talet till boningshus. Det övergavs i början av 1900-talet och var då man 1958 beslutade sig för att restaurera byggnaden kraftigt förfallet. Man beslutade sig i samband med detta att i möjligaste mån försöka återställa byggnadens medeltida utseende. 1959 skänktes huset till Föreningen Gotlands fornvänner.